# Máscaras de Portugal
Máscaras de Portugal é a emissão base de selos de Portugal. A primeira emissão foi em 2005 e a segunda em 2006. Em 2007, uma nova emissão base foi incluída no calendário, contrariando assim a prática de ciclos de 5 anos que os CTT dedicam a cada emissão base.
Contudo, seguindo a prática habitual dos CTT, os selos das Máscaras de Portugal deverão continuar em vigor durante alguns anos após a sua substituição.

## Tema
Os selos reproduzem máscaras das festas tradicionais portuguesas, em especial as do Norte de Portugal.

## Emissões

### Primeira Emissão
A primeira emissão é do dia 17 de Fevereiro de 2005. Foram emitidos em folhas, cinco selos de valores €0.10, €0.30 (o preço de uma carta em correio normal), €0.45 (o preço de uma carta em correio azul), €0.57 (o preço de uma carta para a Europa) e €0.74 (preço de uma carta para o resto do mundo.
Foram emitidos ainda 3 selos autocolantes, para as taxas de €0.30, €0.45 e €0.57.

### Segunda Emissão
No dia 1 de Março de 2006 foram 3 selos autocolantes com taxas sem valor indicativo N, A e E, i.e. selos que podem ser usados em correio normal, azul e europeu repectivamente, todos até 20g, e em que o seu uso é definido por uma letra e não pelo valor facial. Isto deveu-se a um atraso na definição das novas taxas que afectou a última emissão de 2005 e as primeiras de 2006
A segunda emissão, já com este problema resolvido, é do dia 29 de Junho de 2006. Foram emitidos em folhas, seis selos de valores €0.03, €0.05, €0.30 (o preço de uma carta em correio normal), €0.45 (o preço de uma carta em Correio Azul), €0.60 (o preço de uma carta para a Europa) e €0.75 (preço de uma carta para o resto do mundo).